# Astragalus pomonensis
Astragalus pomonensis är en ärtväxtart som beskrevs av Marcus Eugene Jones. Astragalus pomonensis ingår i släktet vedlar, och familjen ärtväxter. Inga underarter finns listade i Catalogue of Life.

## Bildgalleri

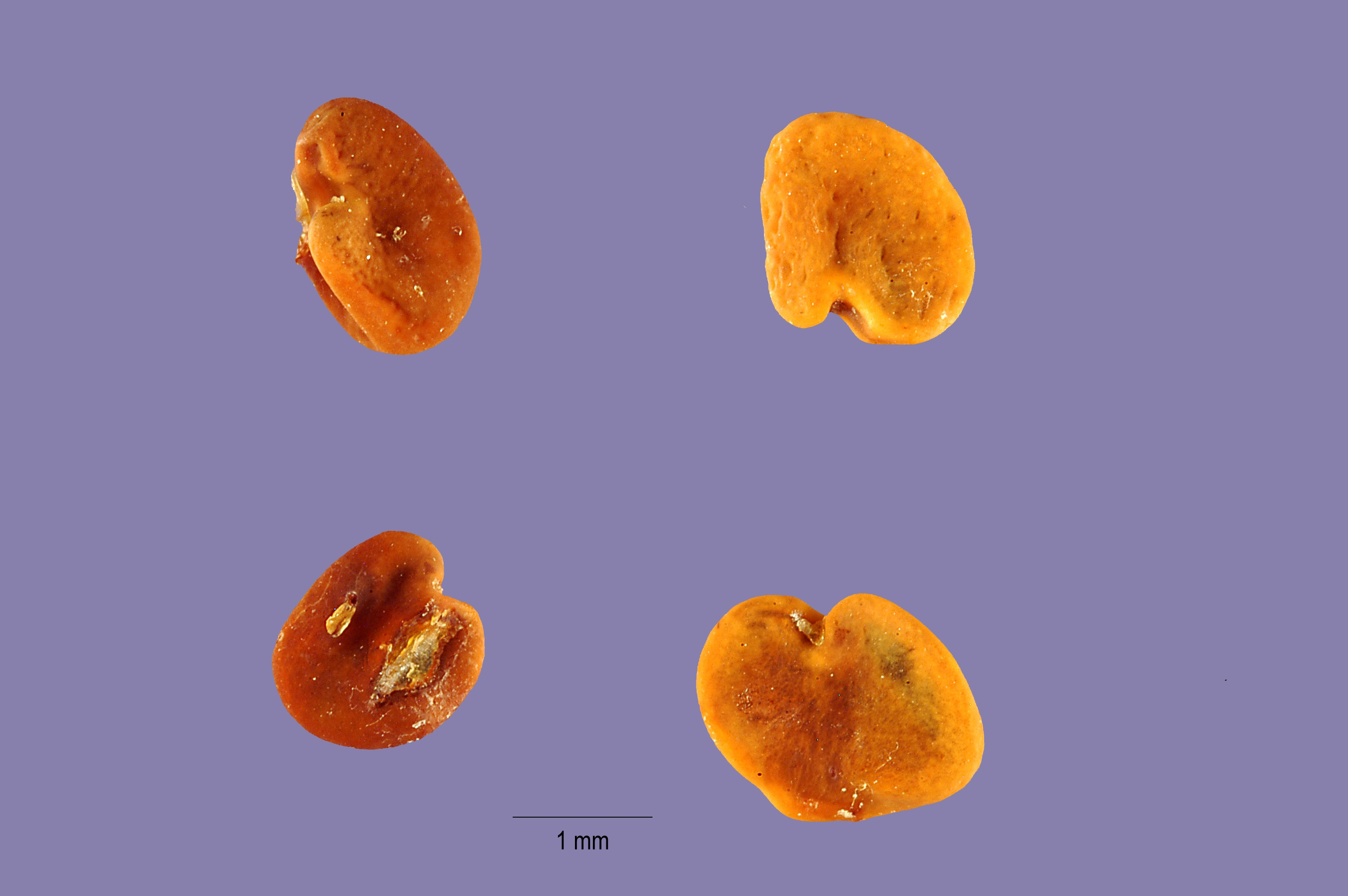